# BMX-Rennsport-Weltmeisterschaften 2011
Die BMX-Rennsport-Weltmeisterschaften 2011 fanden am 29. und 30. Juli in Kopenhagen statt. Schauplatz war die BMX-Anlage des Københavns BMX klub auf Amager. 31 Nationen beteiligten sich an den Wettkämpfen. Nach Angaben des Veranstalters kamen 18.000 Zuschauer, um die Rennen vor Ort zu sehen.

## Programm
Das seit Beginn der Weltmeisterschaften bis 2010 ausgetragene Cruiser-Rennen wurde abgeschafft. An seiner Stelle wurde das BMX-Zeitfahren, das vorher nur als Qualifikation gedient hatte, zu einer eigenständigen WM-Disziplin erhoben. Das BMX-Zeitfahren wurde am 29. Juli ausgetragen, das BMX-Rennen am 30. und 31. Juli. Parallel zu den Weltmeisterschaften lief vom 27. bis 31. Juli die UCI BMX World Challenge für die Leistungsklassen Challenge und Masters ab.

## Ergebnisse

### Frauen Elite
Es gab 44 Fahrerinnen aus 20 Nationen. Mariana Pajón gewann das Finale mit deutlichem Abstand und erzielte mit 19 Jahren ihren ersten WM-Titel.
| Platz | Name            | Zeit       |
| ----- | --------------- | ---------- |
| 1     | Mariana Pajón   | 37,621 s   |
| 2     | Sarah Walker    | + 0,474 s  |
| 3     | Magalie Pottier | + 0,775 s  |
| 4     | Lieke Klaus     | + 1,719 s  |
| 5     | Arielle Martin  | + 1,746 s  |
| 6     | Vilma Rimšaitė  | + 2,277 s  |
| 7     | Amanda Geving   | + 3,862 s  |
| 8     | Jana Horáková   | + 38,180 s |

| Platz | Name                  | Zeit      |
| ----- | --------------------- | --------- |
| 1     | Shanaze Reade         | 37,440 s  |
| 2     | Caroline Buchanan     | + 0,187 s |
| 3     | Mariana Pajón         | + 0,714 s |
| 4     | Sarah Walker          | + 1,014 s |
| 5     | Jana Horáková         | + 1,097 s |
| 6     | Laëtitia Le Corguillé | + 1,393 s |
| 7     | Manon Valentino       | + 1,425 s |
| 8     | Magalie Pottier       | + 1,708 s |

### Männer Elite
Es gab 138 Fahrer aus 31 Nationen. Marc Willers lag nach der ersten Kurve vorn, wurde aber in der zweiten von Joris Daudet und danach noch von Māris Štrombergs überholt. Daudet gewann so im Alter von 20 Jahren seinen ersten WM-Titel.
| Platz | Name             | Zeit       |
| ----- | ---------------- | ---------- |
| 1     | Joris Daudet     | 33,444 s   |
| 2     | Māris Štrombergs | + 0,483 s  |
| 3     | Marc Willers     | + 0,510 s  |
| 4     | Sam Willoughby   | + 1,000 s  |
| 5     | Brian Kirkham    | + 1,065 s  |
| 6     | Carlos Oquendo   | + 1,352 s  |
| 7     | Connor Fields    | + 4,155 s  |
| 8     | Moana Moo-Caille | + 20,201 s |

| Platz | Name                  | Zeit      |
| ----- | --------------------- | --------- |
| 1     | André Fosså Aguiluz   | 33,811 s  |
| 2     | Jelle van Gorkom      | + 0,038 s |
| 3     | Brian Kirkham         | + 0,047 s |
| 4     | Raymon van der Biezen | + 0,054 s |
| 5     | Sam Willoughby        | + 0,078 s |
| 6     | Corben Sharrah        | + 0,125 s |
| 7     | Joris Daudet          | + 0,192 s |
| 8     | Māris Štrombergs      | + 0,351 s |

### Juniorinnen
Es gab 19 Fahrerinnen aus 11 Nationen.
| Platz | Name               | Zeit      |
| ----- | ------------------ | --------- |
| 1     | Melinda McLeod     | 38,828 s  |
| 2     | Abbie Taylor       | + 0,651 s |
| 3     | Brooke Crain       | + 0,653 s |
| 4     | Danielle George    | + 1,292 s |
| 5     | Nadja Pries        | + 1,777 s |
| 6     | Priscilla Carnaval | + 1,858 s |
| 7     | Énora Le Roux      | + 3,091 s |
| 8     | Laura Smulders     | DNF       |

| Platz | Name               | Zeit      |
| ----- | ------------------ | --------- |
| 1     | Melinda McLeod     | 39,801 s  |
| 2     | Brooke Crain       | + 0,396 s |
| 3     | Nadja Pries        | + 1,020 s |
| 4     | Abbie Taylor       | + 1,124 s |
| 5     | Priscilla Carnaval | + 1,206 s |
| 6     | Danielle George    | + 1,215 s |
| 7     | Laura Smulders     | + 1,728 s |
| 8     | Énora Le Roux      | + 2,848 s |

### Junioren
Es gab 96 Fahrer aus 24 Nationen.
| Platz | Name           | Zeit      |
| ----- | -------------- | --------- |
| 1     | Alfredo Campo  | 34,883 s  |
| 2     | Trent Woodcock | + 0,106 s |
| 3     | Antonin Dupire | + 0,512 s |
| 4     | Darryn Goodwin | + 0,787 s |
| 5     | Lain Van Ogle  | + 1,189 s |
| 6     | Bodi Turner    | + 1,620 s |
| 7     | Igor Martins   | + 3,207 s |
| 8     | Lucas Bustos   | DNF       |

| Platz | Name             | Zeit      |
| ----- | ---------------- | --------- |
| 1     | Darryn Goodwin   | 35,237 s  |
| 2     | Trent Woodcock   | + 0,022 s |
| 3     | Thomas Doucet    | + 0,217 s |
| 4     | Carlos Ramírez   | + 0,486 s |
| 5     | Bodi Turner      | + 0,519 s |
| 6     | Daniel Franks    | + 0,548 s |
| 7     | Alfredo Campo    | + 0,549 s |
| 8     | Connor McCormack | + 0,668 s |

## Medaillenspiegel
| Platz  | Land               | Gold | Silber | Bronze | Gesamt |
| ------ | ------------------ | ---- | ------ | ------ | ------ |
| 1      | Australien         | 3    | 1      | 1      | 5      |
| 2      | Großbritannien     | 1    | 1      | 0      | 2      |
| 3      | Frankreich         | 1    | 0      | 3      | 4      |
| 4      | Kolumbien          | 1    | 0      | 1      | 2      |
| 5      | Ecuador            | 1    | 0      | 0      | 1      |
| 5      | Norwegen           | 1    | 0      | 0      | 1      |
| 7      | Neuseeland         | 0    | 3      | 1      | 4      |
| 8      | Vereinigte Staaten | 0    | 1      | 1      | 2      |
| 9      | Lettland           | 0    | 1      | 0      | 1      |
| 9      | Niederlande        | 0    | 1      | 0      | 1      |
| 11     | Deutschland        | 0    | 0      | 1      | 1      |
| Gesamt | Gesamt             | 8    | 8      | 8      | 24     |